# IR-Salonwagen 98

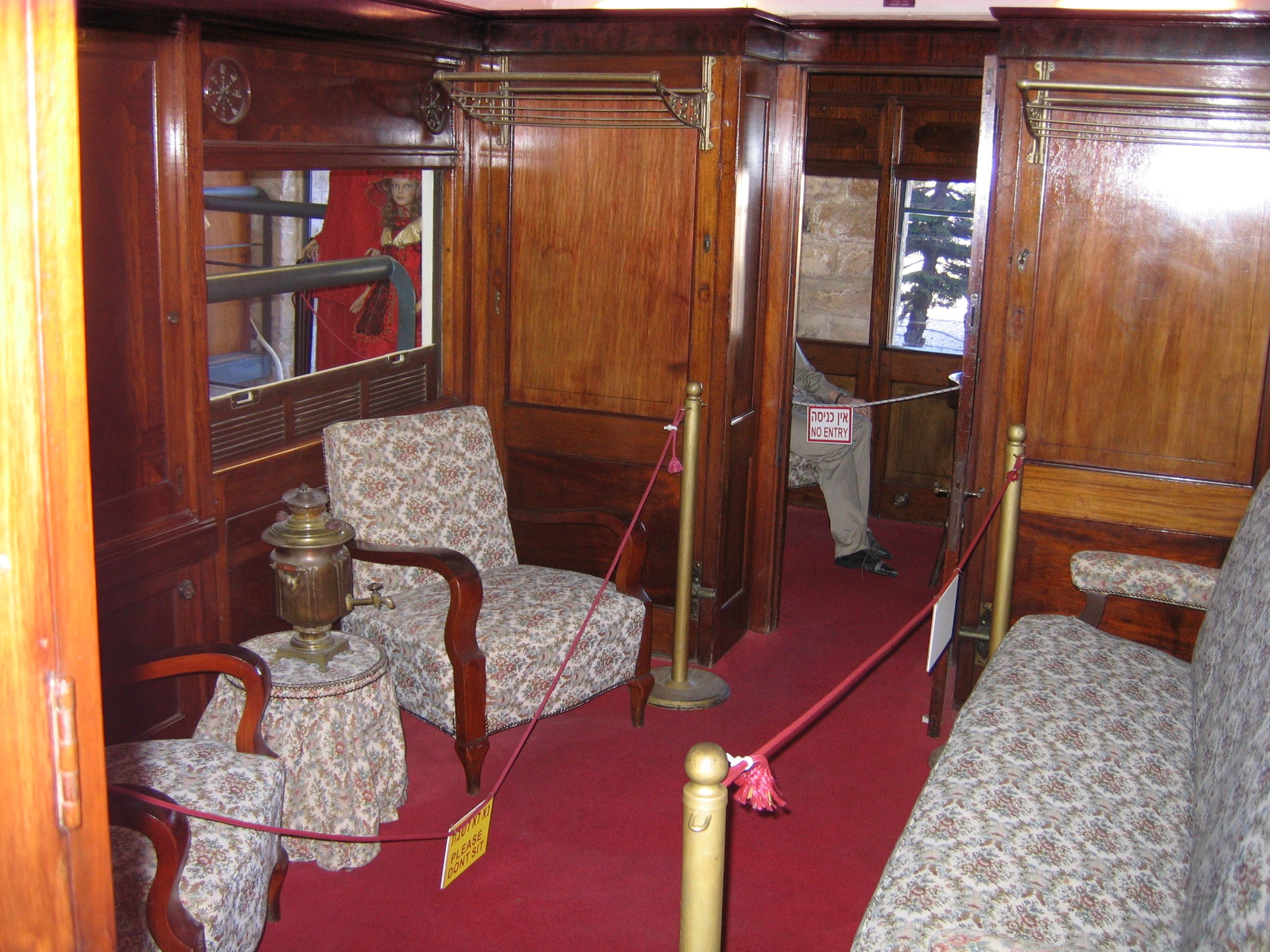
Salonabteil

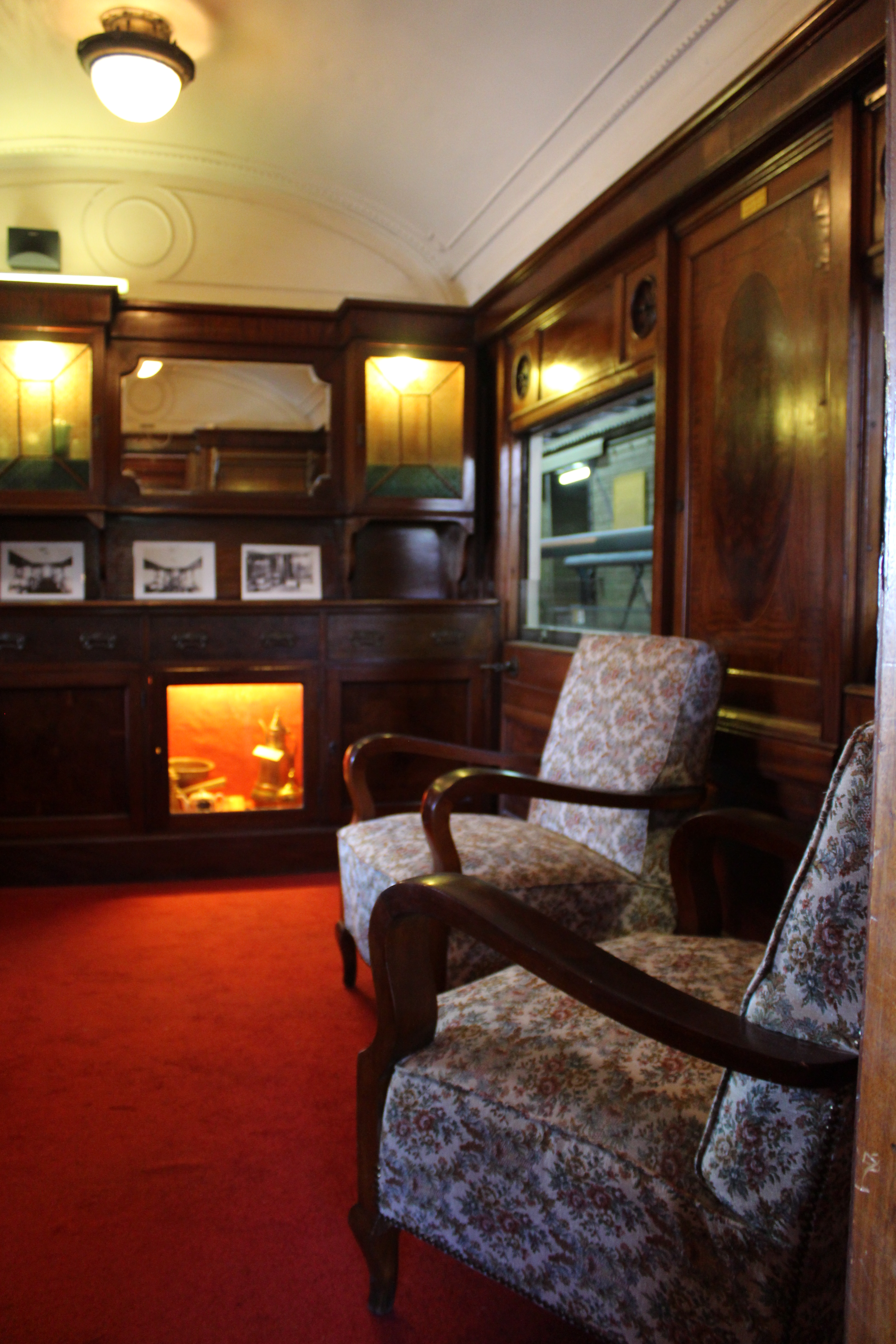
Salonabteil

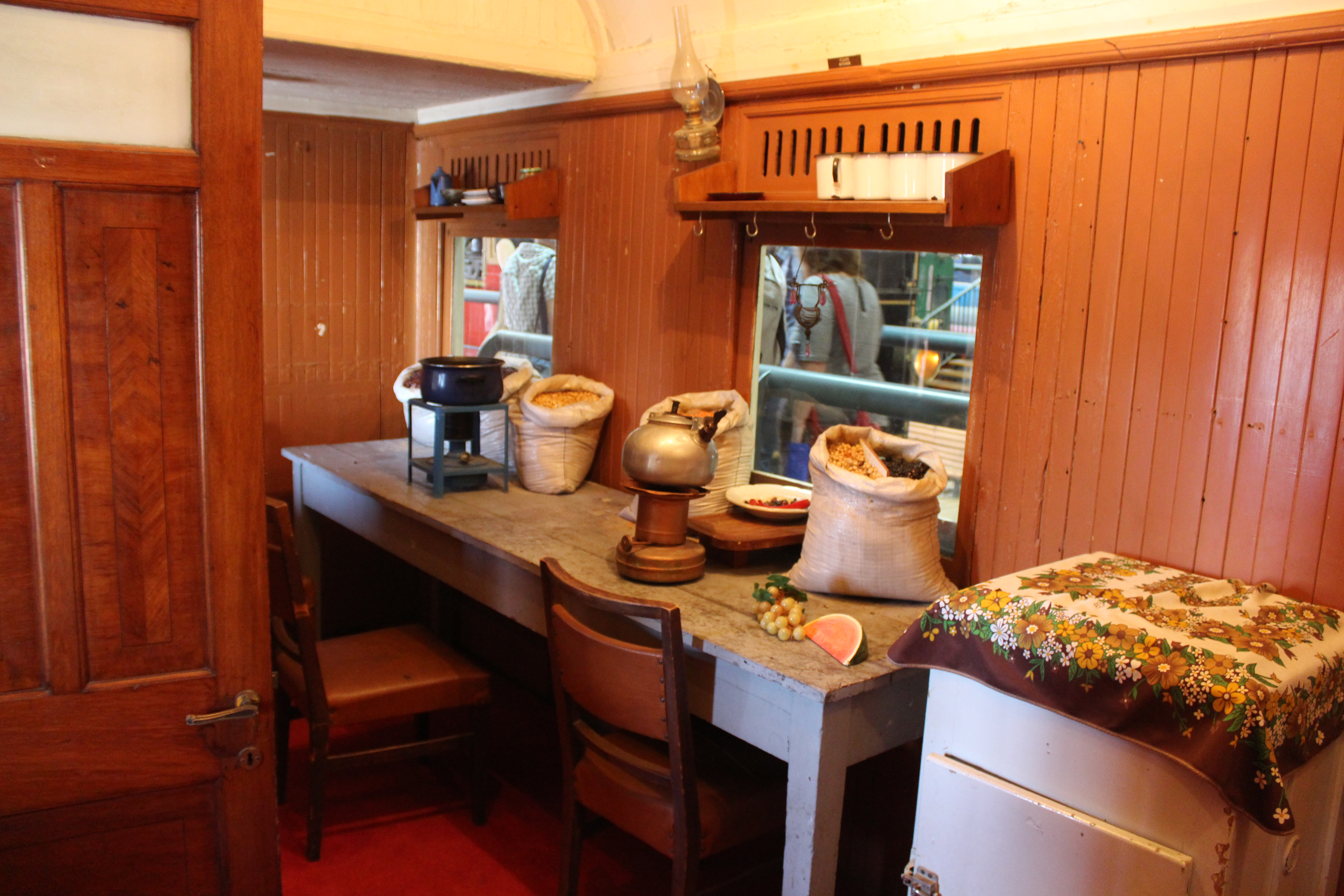
Küche

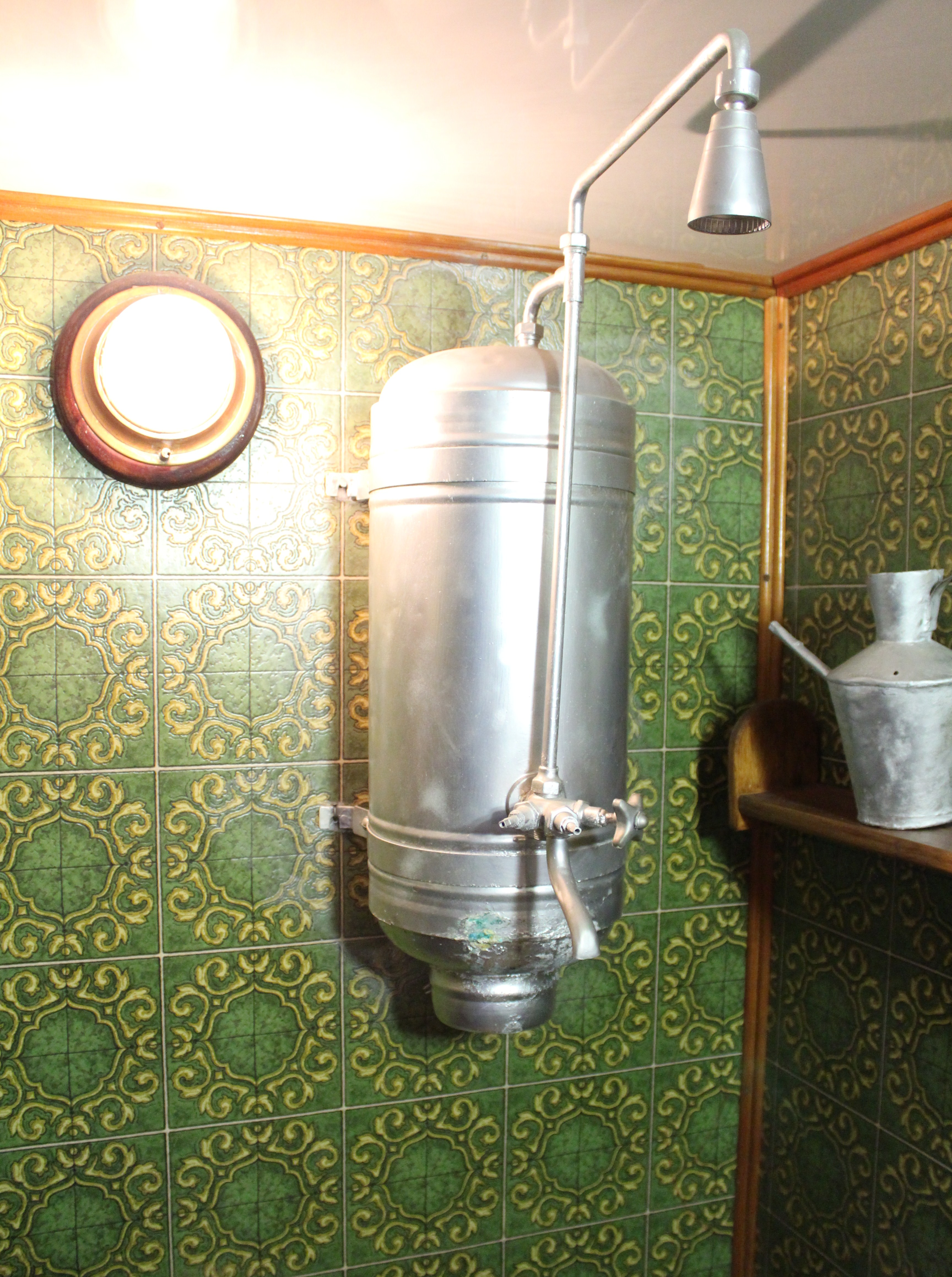
Dusche

Der Salonwagen 98 wurde für prominente Gäste der Palestine Railways vorgehalten. Heute steht er im Israelischen Eisenbahnmuseum in Haifa.

## Geschichte

### Der Wagen
Der Wagen wurde 1922 in Birmingham bei RC&W zusammen mit einem zweiten, heute nicht mehr erhaltenen Salonwagen gebaut und bis in die 1960er Jahre noch von Israel Railways (IR) eingesetzt.
Bei Werksauslieferung hatte das Fahrzeug einen Tagessalon mit großen, mit Leder bezogenen Armsesseln und einer gut ausgestatteten Küche. Ende der 1920er Jahre wurde der Wagen umgebaut und erhielt sechs Betten für Nachtfahrten. Der Salon wurde dafür verkleinert und hatte nun nur noch wenige Sitzgelegenheiten. Im Israelischen Unabhängigkeitskrieg 1948 wurde der Wagen beschädigt, aber anschließend repariert. Nach dem Sechstagekrieg (1967) nutzte die Israelische Armee den Wagenkasten in der Armee-Basis Refidim auf der Sinai-Halbinsel als Hauptquartier. Später wurde der Wagenkasten an die IR zurückgegeben und im 1983 eröffneten Eisenbahnmuseum in Haifa ausgestellt. Der Wagenkasten wies viele Schäden auf und das ursprüngliche Fahrgestell war verloren gegangen.
2018/19 wurde der Wagen grundlegend restauriert und mit fehlenden Teilen aus anderen, bauähnlichen Wagen ergänzt. Das Dach musste wegen des schlechten Erhaltungszustandes allerdings komplett ersetzt werden. Bei der Restaurierung wurden sechs unterschiedliche Anstriche freigelegt und an passender Stelle in einem entsprechenden „Fenster“ offen gehalten. Der Außenanstrich entspricht dem Farbschema von 1950, ebenso die wieder angebrachten Plaketten mit dem Symbol der IR.

### Nutzer
Prominente Nutzer des Wagens waren: König Albert I. und Königin Elisabeth von Belgien (1931), Kaiser Haile Selassie von Äthiopien (1936), Winston Churchill, der israelische Staatspräsident Jizchak Ben Zwi und die israelischen Premierminister David Ben Gurion und Mosche Scharet.

## Wissenswert
- Das Fahrzeug ist vermutlich das einzig erhaltene der ehemaligen Palestine Railways, das einmal bis nach Istanbul gekommen ist: Mit einer Delegation der Palästinensischen Eisenbahn zur Middle East Railways Conference 1947.[4]
- Weiter erhalten sind: Der Salonwagen Nr. 97, allerdings nicht restauriert und heute im alten Bahnhof von Beʾer Scheva ausgestellt. Der Salonwagen 95 ist ebenfalls erhalten, hat aber seine Drehgestelle verloren und dient heute als Ausstellungsraum im Bahnhof Kfar Jehoschuʿa.[5]